# William Sackville, 11. Earl De La Warr
William Herbrand Sackville, 11. Earl De La Warr (* 10. April 1948) ist ein britischer Adliger.
Er ist der älteste Sohn von William Sackville, 10. Earl De La Warr und dessen Gattin Anne Rachel Devas. Er wurde am Eton College ausgebildet und arbeitete als Investmentbanker bei der Crédit Lyonnais. Als am 9. Februar 1988 sein Vater starb, erbte er dessen Adelstitel, als 11. Earl De La Warr, 11. Viscount Cantelupe, 17. Baron De La Warr und 6. Baron Buckhurst, sowie den Familiensitz Buckhurst Park bei Withyham in East Sussex, nebst landwirtschaftlichem Betrieb und umfangreichen Ländereien. Buckhurst Park ist für die Öffentlichkeit zugänglich.
Mit seinen Adelstiteln war ein erblicher Sitz im House of Lords verbunden, den er bis zum House of Lords Act 1999 innehatte.
1978 heiratete er Anne Pamela Leveson, die im selben Jahr von ihrem ersten Gatten, 4. Marquess of Linlithgow geschieden worden war. Mit ihr hat er zwei Söhne:
- William Herbrand Thomas Sackville, Lord Buckhurst (* 1979), ⚭ 2010 Xenia Tolstoy-Miloslavsky;
- Hon. Edward Geoffrey Richard Sackville (* 1980), ⚭ 2013 Sophia G. M. Akroyd.

Aus der ersten Ehe seiner Gattin hat er zudem zwei Stiefsöhne.